# 1774
Het jaar 1774 is het 74e jaar in de 18e eeuw volgens de christelijke jaartelling.

## Gebeurtenissen
mei
- 8 -  Samenstand van vier planeten en de maan aan de ochtendhemel, die voor de Friese wolkammer Eise Eisinga aanleiding vormt voor de bouw van zijn planetarium.
- 20 - Het Britse Lagerhuis neemt drie wetten aan om de kolonie Massachusetts te straffen voor de Boston Tea Party. De gekozen bestuursraad wordt vervangen door een benoemde, de Britse bestuursambtenaren worden onttrokken aan de justitie van Massachusetts en de haven van Boston  wordt gesloten voor de koopvaardij.

juli
- 3 - Een tornado richt in Frankfurt grote schade aan. In enkele minuten zijn 36 huizen ingestort, worden 100 jaar oude vruchtbomen uit de grond gerukt, en zijn er dodelijke slachtoffers. 'De oudste lieden kunnen zich een dergelyk weer niet herinneren'.[1]
- 7 - De bankier Abraham van Ketwich opent de inschrijving op 's werelds eerste beleggingsfonds: Eendragt maakt Magt.
- 20 - Het Russische opstandige boerenleger van Jemeljan Poegatsjov verwoest de stad Kazan en moordt er de adel uit.
- 21 - Het Verdrag van Küçük Kaynarca beëindigt de Russisch-Turkse Oorlog. Bepalingen: de onafhankelijkheid van het Krimkanaat (dat vervolgens in 1783 door Rusland wordt geannexeerd), Russische gebiedsuitbreiding, vrije doorvaart voor Russische koopvaardijschepen in de Zwarte Zee, de Bosporus en de Dardanellen. Rusland krijgt de status van "Beschermer van de Orthodoxie", dat wil zeggen dat het bescherming biedt aan de orthodoxe christenen die in het Ottomaanse Rijk wonen.

augustus
- 10 - De eerste krant in Suriname verschijnt: De Weeklyksche Woensdaagsche Surinaamse Courant.

september
- 5 - Begin van het  eerste Continentale Congres in Philadelphia.
- 14 - De Russische opstandeling Jemeljan Poegatsjov wordt door de Kozakken verraden en gearresteerd. Einde van een tweejarige boerenopstand tegen Catharina de Grote.
- 14 - De nieuwe Stadsschouwburg van Amsterdam op het Leidseplein wordt feestelijk geopend met de première van het treurspel Jacob Simonszoon de Ryk van Lucretia van Merken.

oktober
- 1 - Oprichting in Dordrecht van het Teekengenootschap Pictura, door Abraham van Strij en anderen.
- 26 - Het eerste Continental Congress wordt ontbonden met de afspraak, in mei van het volgend jaar weer bijeen te komen als de situatie niet verbetert.

december
- 6 - De Groninger boer Geert Reinders schrijft een brief aan stadhouder Willem V over zijn bevindingen met de vaccinatie van kalveren tegen veepest.

zonder datum
- Ossetië komt bij Rusland.
- Joseph Priestley zondert het gas zuurstof af door rood kwikoxide te verhitten.
- Ontdekking van stikstof in lucht door Henry Cavendish.

## Muziek
- Gaetano Brunetti componeert in Madrid zijn strijkkwartetten Opus 2.
- Joseph Haydn componeert o.a. zijn Symfonieën nr. 51, 52, 54, 55, 56, 57, 58 en 60.
- Carl Friedrich Abel componeert 6 fluitkwartetten, Opus 12

## Beeldende kunst

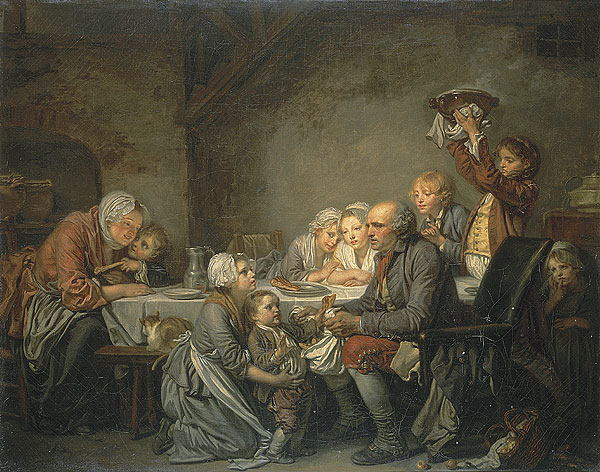
De koningentaart (1774) Jean-Baptiste Greuze
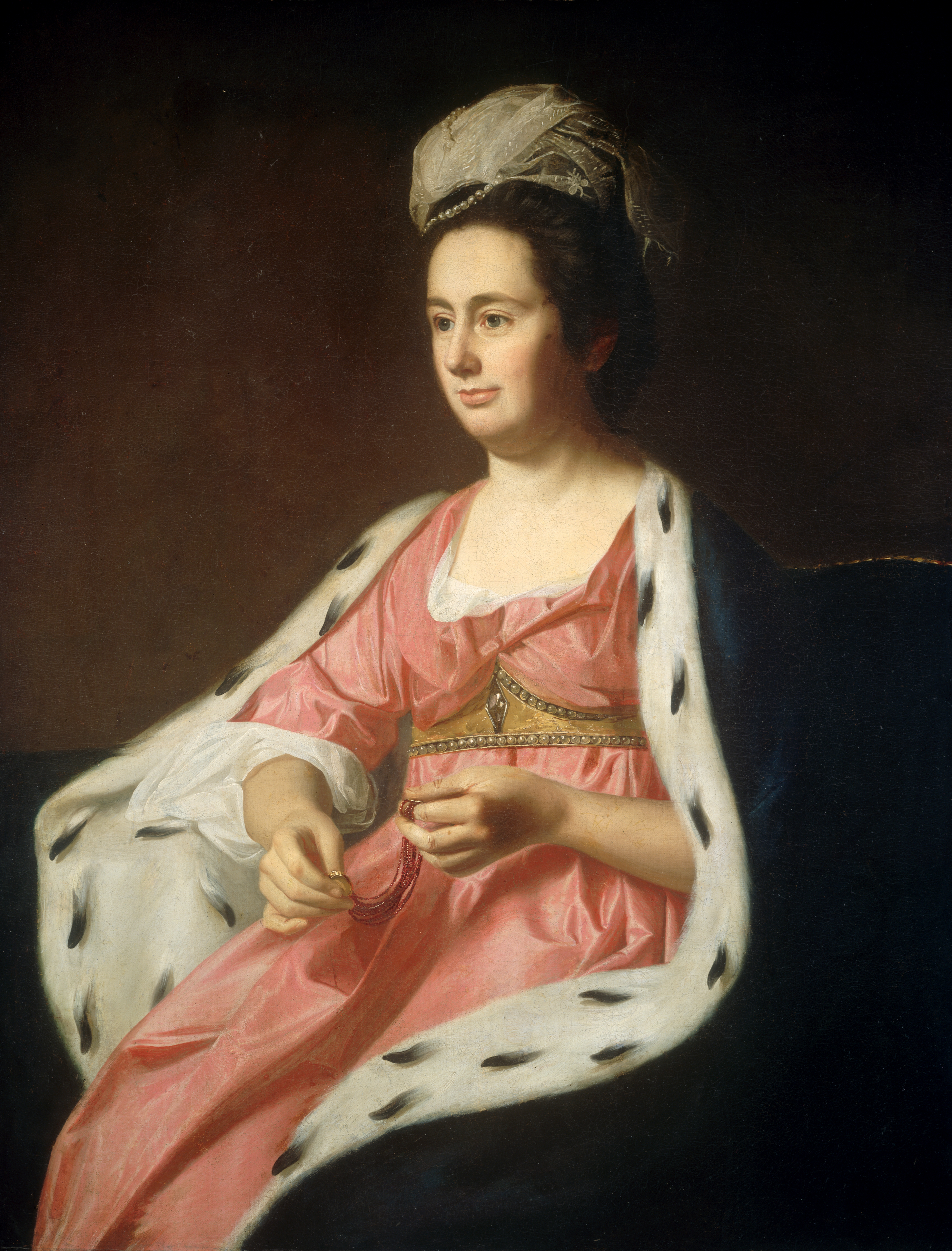
Abigail Smith Babcock (ca. 1774), John Singleton Copley, National Gallery of Art, Washington

## Bouwkunst

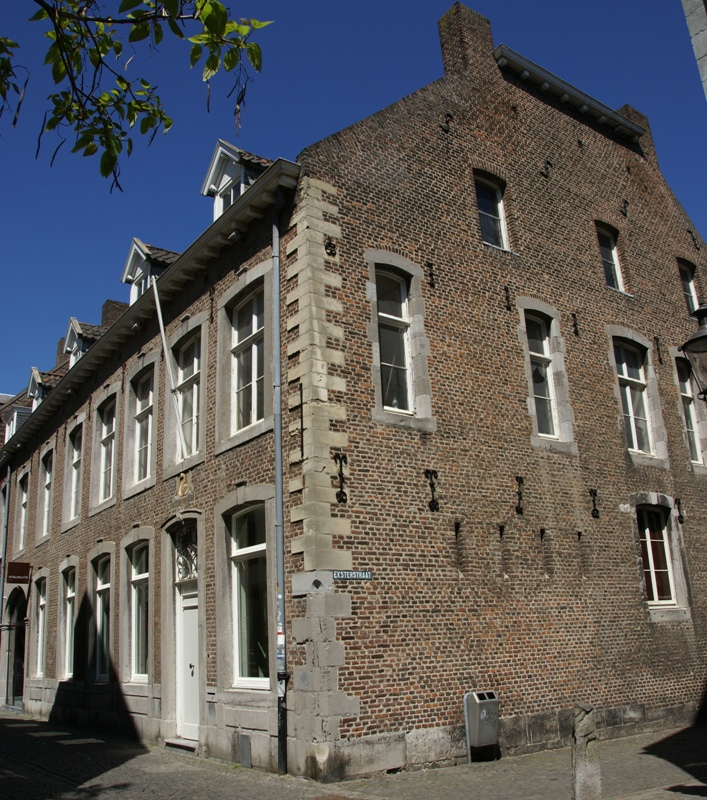
Woonhuis, Maastricht (1774)

## Geboren
januari
- 24 - Paul Étienne de Villiers du Terrage, een hoge ambtenaar tijdens de Franse tijd in Nederland (overleden 1858)

februari
- 15 - Frederik van Oranje-Nassau, zoon van stadhouder Willem V, Nederlands prins en militair (overleden 1799)

maart
- 16 - Matthew Flinders, Brits ontdekkingsreiziger en cartograaf (overleden 1814)
- 30 - Claudine Thévenet, Frans geestelijke en ordestichtster (overleden 1837)

mei
- 13 - Pierre-Narcisse Guérin, Frans kunstschilder (overleden 1833)

augustus
- 12 - Robert Southey, Engels dichter (overleden 1843)
- 28 - Elizabeth Ann Seton, Amerikaanse heilige (overleden 1821)

september
- 3 - Willem François Boreel, Nederlands militair (overleden 1851)

november
- 14 - Gaspare Spontini, Italiaans operacomponist (overleden 1851)
- 18 - Koningin Wilhelmina, gemalin van koning Willem I van Nederland

## Overleden
januari
- 20 - Leopold Gassmann (44), Boheems componist
- 21 - Mustafa III (56), 26e sultan van het Osmaanse Rijk

februari
- 4 - Charles Marie de La Condamine (73), Frans wiskundige en geograaf

maart
- 25 - Carolina van Nassau-Saarbrücken (69), regentes van Palts-Zweibrücken

april
- 4 - Oliver Goldsmith (43) Brits roman- en toneelschrijver en dichter

mei
- 10 - Lodewijk XV van Frankrijk (64), koning van Frankrijk (1715-1774)

augustus
- 25 - Niccolò Jommelli (59), Italiaans componist

september
- 22 - Paus Clemens XIV (68), paus van 1769 tot 1774

november
- 22 - Robert Clive (Clive of India) (49), Brits generaal-majoor die Brits-Indië pacificeerde

december
- 10 - Alexander Comrie (65), Schots-Nederlands predikant en theoloog
- 16 - François Quesnay (80), Franse arts en econoom